# Jelce
Jelce – wieś w Słowenii, w gminie Šentjur. W 2018 roku liczyła 106 mieszkańców.